# Бембе, Антониу Бенту
Антониу Бенту Бембе (порт. António Bento Bembe; род. 24 апреля 1950, Кабинда) — генеральный секретарь «Фронта за освобождение анклава Кабинда» (ФЛЕК), генерал ангольской армии, министр без портфеля в правительстве Анголы с 2007 по 2009 год. Является государственным секретарём правительства Анголы по правам человека, занимал должность председателя «Форума диалога Кабинды» с момента его создания в 2004 году. Также был председателем «ФЛЕК-Реновада».

## Биография
В 2004 году соперничающие кабиндские повстанческие группировки встретились в Хелвоирте (Нидерланды) и сформировали «Форум диалога Кабинды» — орган, призванный представлять интересы кабиндцев на мирных переговорах с правительством Анголы. Антониу Бенту Бембе занимал пост председателя «Форума диалога Кабинды» с момента его создания. Нидерландская полиция арестовала его на открытии VII Генеральной ассамблеи Организациий наций и народов, не имеющих представительства во Дворце мира в Гааге в июне 2005 года. Арест произошел в ответ на запрос правительства США об экстрадиции по обвинению в похищении человека в связи с исчезновением сотрудника компании Chevron в 1990 году. Министерство юстиции арестовало Антониу Бенту Бембе, но Министерство иностранных дел ранее разрешило ему въезд в страну, что привело к ведомственному конфликту по этому делу. Тысячи кабиндцев выступили за его освобождение, и члены парламентов Анголы и Португалии выразили свою поддержку. Нидерландский суд освободил его под залог, но Антониу Бенту Бембе не явился в полицию в ноябре 2005 года. Нидерландский суд затем отклонил запрос об экстрадиции, и он вернулся в Анголу.